# Le Vaisseau
Le Vaisseau è un centro di cultura scientifica, tecnica e industriale (CCSTI) siti a Strasburgo. Destinato ai bambini e ai giovani fino a quindici anni, dipende dal Conseil départemental du Bas-Rhin che lo ha realizzato nel 2005.

## Obiettivi

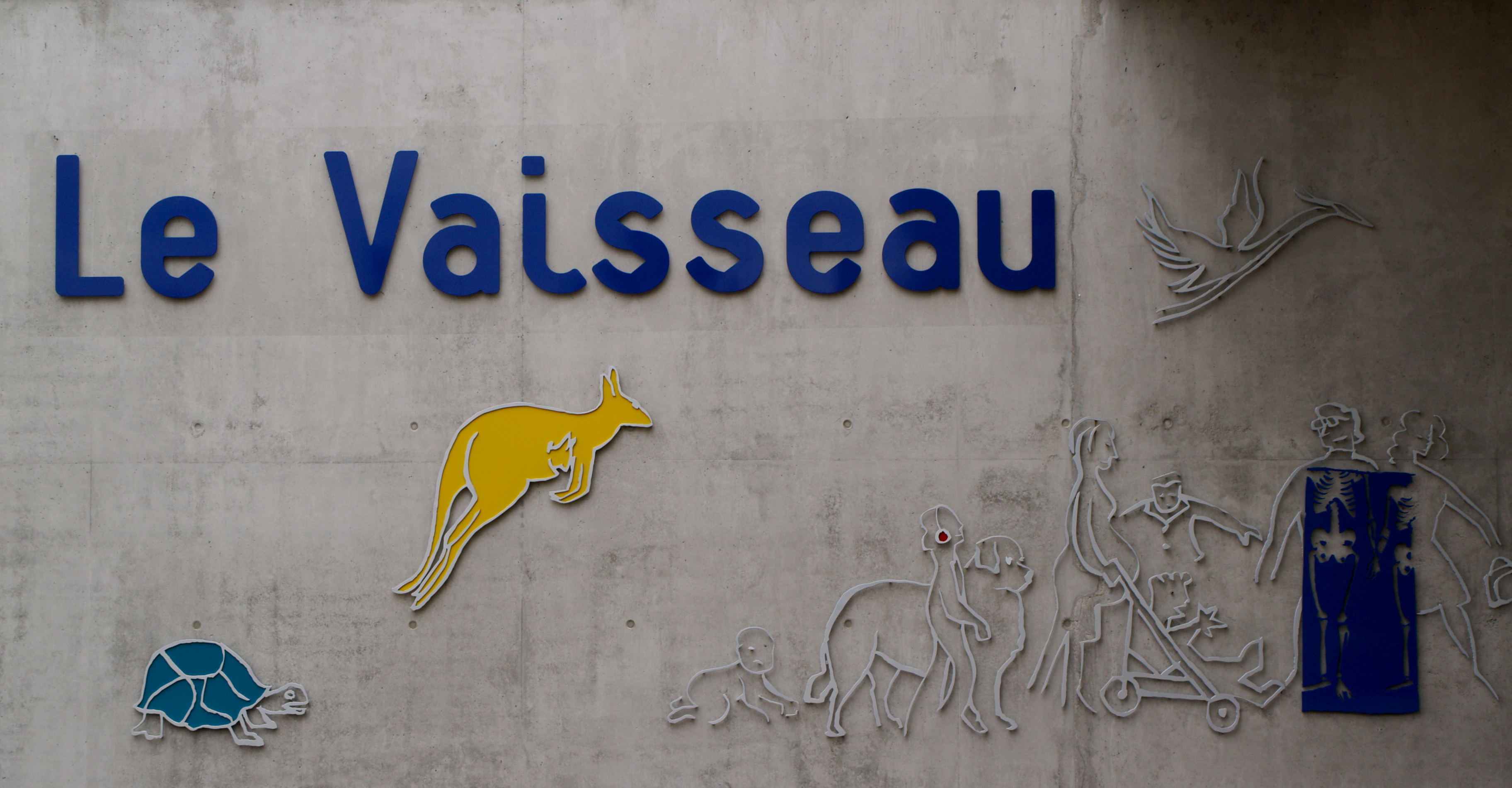
Il logo all'ingresso del Centro Vaisseau

L'obiettivo del Vaisseau è quello di interessare il giovane pubblico alle scienze e alla tecnica, presentandole dal punto di vista ludico. Così, vengono utilizzati diversi mezzi di mediazione scientifica per consentire ai visitatori di trovarne uno adatto ai propri gusti.
Lo slogan del Vaisseau è: «La scienza come divertimento».

## Storia
Nel 1998, l'Hôtel du département accolse nei suoi locali un'esposizione della Cité des sciences et de l'industrie de La Villette.
Il Consiglio Generale del Basso Reno percepì da questa mostra, un grande interesse per la scienza del pubblico giovane, quando si avvicina in modo divertente e interattivo, e di fatto la necessità di dotare il reparto di materiale scientifico e tecnico.
La proposta venne presentata ufficialmente al Consiglio generale (2000) che diede il suo sostegno al progetto e incaricò Guy Dominique Kennel, allora vice presidente del Consiglio Generale, per la sua realizzazione. Il progetto venne gradualmente strutturato nel corso del 2000 e venne costituito un gruppo multidisciplinare.
Venne lanciato un concorso tra architetti: entro il 2002 venne ro scelti per il progetto, Bernard Weixler e François Rohmer, assieme allo scenografo Jérôme Habersetzer.
La prima pietra venne posta nell'agosto del 2003. Il nome «Le Vaisseau» venne scelto dai bambini della colonia Wangenbourg, che volevano: «apprendere e divertirsi».
Nel 2014, in occasione del decennale dalla creazione, sono stati iniziati importanti lavori di ristrutturazione.

## Esposiziooni permanenti
Le Vaisseau affronta sei tematiche scientifiche differenti:
- Gli animali: questo spazio consente di scoprire gli animali che vivono vicino a noi, in città o in campagna: le formiche, le api, le rane, ...
- L'acqua: comprenderne le proprietà fisiche, le sfide della società, le tecniche sviluppate per il controllo ...
- Fare: i bambini imparano a costruire e scoprire il processo di progettazione e produzione con tecniche diverse. Il "sito" è un'area dedicata ai 3-6 anni.
- Essere umano: questo spazio può esplorare il corpo per arrivare a meglio conoscere e comprendere le somiglianze e le differenze tra gli esseri umani. Questo spazio ha anche due elementi per educare i bambini con disabilità: un viaggio nel buio e un percorso su una sedia a rotelle o con le stampelle.
- Logica: aiuta a risolvere i puzzle e enigmi per imparare i concetti della matematica.
- Il giardino: si estende su 5000 m² e offre aree relax (tavoli da picnic, area di sosta, giochi per bambini) e vari elementi per osservare la natura (un alveare, una casa per gli insetti...).

## Esposizioni temporanee
Tutti gli anni, da settembre ad agosto, le Vaisseau propone un'esposizione temporanea in uno spazio di 400 m². Tra i temi già affrontati: l'andicap visivo, la matematica, la botanique, il vento, il corpo umano, etc.